# Andenes (Schiff, 1939)
Die Andenes war ein norwegisches Frachtschiff, das von 1940 bis 1944 im Auftrag der deutschen Besatzungsmacht fuhr, dann wegen bei einem Luftangriff erlittener schwerer Beschädigungen aufgelegt wurde, nach Kriegsende bis 1964 wieder unter norwegischer und danach noch bis 1998 unter griechischer Flagge fuhr.

## Bau und technische Daten
Die Andenes wurde 1938/39 von der Moss Værft & Dokk in Moss mit der Baunummer 77 für die Vesteraalens Dampskibsselskab in Stokmarknes gebaut. Sie war 65,3 m lang und 10,55 m breit, hatte 4,2 m Tiefgang und war mit 863 BRT und 420 NRT vermessen. Ihre Tragfähigkeit betrug 1405 tdw. Eine 4-Takt-7-Zylinder-Dieselmaschine von MAN leistete 765 PS und ergab eine Höchstgeschwindigkeit von 11,5 Knoten.

## Geschichte
Das Schiff wurde im Mai 1939 ausgeliefert und, wie auch seine beiden Schwesterschiffe Senja und Vardø, im Küstenfrachtverkehr auf der Hurtigruten zwischen Oslo und Kirkenes eingesetzt.
Während der deutschen Besetzung Norwegens ab April 1940 fuhr sie meist auf der Strecke Oslo – Havnnes (Hamnnes) auf der Insel Uløya am Lyngenfjord, allerdings weiterhin mit norwegischer Besatzung. Am 2. April 1944 wurde das Schiff im Lyngenfjord bei einem Luftangriff schwer beschädigt. Zwei Mann der Besatzung kamen ums Leben, aber das Schiff blieb schwimmfähig und konnte notdürftig repariert und dann zunächst nach Tromsø und später nach Oslo geschleppt werden, wo es im Bunnefjord aufgelegt wurde.
Erst nach Kriegsende wurde das Schiff repariert und dann ab Mai 1946 wieder im Hurtigruten-Verkehr entlang der norwegischen Küste von Oslo bis Kirkenes eingesetzt. Ab Herbst 1948 war es bis 1952 verchartert und verkehrte zwischen Häfen in Nordafrika. Danach versah die Andenes bis 1964 erneut Dienst in Norwegen zwischen Oslo und Kirkenes.
Im Juni 1964 wurde sie nach Griechenland verkauft und in Pelops umbenannt. 1972 erfolgte ein erneuter Verkauf mit Umbenennung in Faneromeni, und 1974 ein weiterer, bei dem das Schiff den Namen Panagia erhielt. 1998 wurde die Panagia aus Lloyd’s Register gestrichen.